# La Grande Chasse de Nanook
La Grande Chasse de Nanook, ou Nanook au Québec, est une série télévisée d'animation franco-canadienne en 26 épisodes de 26 minutes, créée par Serge Rosenzweig, Sophie Decroisette et Françoise Charpiat et diffusée à partir du 3 septembre 1997 sur TF1 dans TF! Jeunesse et au Québec à partir du 2 septembre 1998 sur Télétoon.

## Synopsis
Nannok, un jeune Inuit, décide de partir à la chasse de Suaq Nanok, un ours blanc qui terrorise sa tribu.

## Voix françaises
- Charles Pestel : Nanook
- Charlyne Pestel : Aamma
- Philippe Bozo : Fred
- Henri Lambert : Stutik
- Luc Mitteran : Kauna
- Xavier Béja : Mike

## Épisodes
1. Suaq Nanok
2. Knud, le chasseur oublié
3. Pour vaincre l'oiseau sans plume
4. L'épreuve du chasseur
5. L'étranger
6. Le souffle de la tempête
7. Accusé
8. L'habit rouge
9. Le secret du boiteux
10. L'exclu
11. La cité sur les glaces
12. La montagne aux esprits
13. Le dernier des harpons
14. La dentelle
15. Le grand départ
16. L'Odessa
17. Chasseur de rêves
18. Le jugement du grand ours
19. L'aube d'un chasseur
20. Le territoire
21. Le guerrier des glaces
22. La piste des cœurs
23. La révolte des fils
24. La dette
25. Entre vie et honte
26. Les deux faces du monde